# عبد الله مناع
عبد الله مناع (24 مارس 1940 - 23 يناير 2021) أديب وصحفي وطبيب سعودي بارز ولد في حارة البحر في جدة.

## مسيرة حياته
- ولد بحارة البحر في مدينة جدة في الخامس عشر من صفر سنة 1359هـ / 1940م.
- حصل على الابتدائية من المدرسة السعودية بحارة الشام وعلى الكفاءة المتوسطة من المدرسة الثانوية السعودية وعلى الثانوية العامة التوجيهية القسم العلمي من المدرسة السعودية الثانوية بالقصور السبعة في البغدادية.
- ابتعث إلى مصر أوائل عام 1957م والتحق بكلية طب الأسنان في جامعة الاسكندرية وتخرج منها في أواخر عام 1962م.
- أصدر في عام 1960م مجموعة من الخواطر والقصص القصيرة بعنوان لمسات.
- كان يراسل مجلة الرائد الأسبوعية من الإسكندرية وكان له باب أسبوعي من أيامي، وقد واصل مراسلاته للرائد بعد تحويلها إلى جريدة اسبوعية بحجم التابلويد حيث نشرت له قصة مسلسلة في تسع حلقات بعنوان على قمم الشقاء، لم تطبع.
- بعد تخرجه وحصوله على بكالوريوس الطب وجراحة الفم والأسنان سنة 1962م عاد إلى أرض الوطن وتم تعيينه طبيبا للأسنان بالمستشفى العام في جدة وكاتب ومحرر في صحيفة الرائد الأسبوعية.
- واصل مشواره الأدبي والصحافي بالكتابة في جريدة المدينة مع بقاء التزاماته في جريدة الرائد وكتاباته لبابه الأسبوعي مضيء ومعتم إلى جانب ردوده على بريد القراء بتوقيع ابن الشاطئ وإلى جانب يومياته في جريدة المدينة وبابه الأسبوعي شيء ما كان يحرر صفحة يرد فيها على مشاكل القراء والقارئات بعنوان الباب المفتوح.
- عند قيام المؤسسات الصحفية تم اختياره عضوا بمؤسسة البلاد للصحافة والنشر حيث رشح لرئاسة تحرير البلاد. تم تعيينه سكرتيرا للجنة الاشراف على التحرير لمدة خمسة سنوات متتالية.
- كان له عامود يومي على الصفحة الأولى لجريدة البلاد بعنوان صوت البلاد عام 1385 - 1386هـ / 1965 - 1966م.
- أصدرت له الشركة التونسية للتوزيع سنة 1968م مجموعة أقاصيص بعنوان أنين الحياري.
- انتقل بقلمه إلى صحيفة عكاظ حيث كتب فيها سلسلة مقالات عن الإنسان والحياة، وقد صدرت في كتاب بعنوان ملف أحوال عن المكتب المصري بالقاهرة عام 1972م.
- في عام 1392هـ ترك وزارة الصحة وتفرغ لعيادته وقلمه ثم ترك طب الأسنان مع بداية عام 1394هـ / 1974م.
- في أوائل عام 1974م كلف بتأسيس وإصدار مجلة اقرأ بعد أن تم اختياره رئيسا لتحريرها فشكل جهازها وتم صدور العدد الأول منها في الرابع والعشرين من ذي القعدة 1394هـ نوفمبر 1974م. ترك رئاسة تحرير اقرأ عام 1397هـ ثم عاد اليها في شوال عام 1399هـ، وظل في منصبه حتى تركه في نهاية رمضان عام 1407هـ 1987م.
- صدر له كتابه الرابع الطرف الآخر عن جمعية الثقافة والفنون.
- عُين عضواً منتدبا لدار البلاد للطباعة والنشر في السابع والعشرين من ذي القعدة عام 1407هـ، فرئيسا لمجلس الإدارة وعضوا منتدبا للدار في 1/5/1990م.
- اختير رئيساً لتحرير مجلة الإعلام والاتصال في ربيع الثاني من عام 1419هـ /أغسطس من عام 1998م، حيث أصدر العدد الأول منها في 1 رجب 1419هـ / 22 أكتوبر 1998م.
- أسهم بعدد من المحاضرات العامة كان أولها بعنوان المستقبل وقد ألقاها بنادي الاتحاد ثم الجهل كارثتنا بنادي النصر بالرياض، ثم الصحافة والحقيقة ألقاها بجامعة الملك عبد العزيز، ثم الموسيقى وأثرها في حياة الشعوب بجمعية الثقافة والفنون بجدة، ثم الأدب والمجتمع ألقاها بمدينة الجوف، ثم محاضرة بنادي جدة الأدبي الثقافي بعنوان العواد بين الخفقات والإخفاق ثم محاضرة، حمزة شحاتة قيثارة الشعر التي صمتت قبل الأوان ألقاها بنادي أبها الأدبي عام 1410هـ، ثم محاضرة حمد الجاسر علَّامة وعلامة ألقاها بنادي أبها الأدبي في سبتمبر 1994م.

## مؤلفات
- (لمسات) قصص قصيرة. صدرت عام 1960.
- (أنين الحيارى). 1966.[3]
- (الطرف الآخر).
- (ملف أحوال) مقالات صحفية.
- (بعض الأيام بعض الليالي).[4]
- أصدر رحلاته في كتاب بعنوان (العالم رحلة) عام 1988م.
- كتاب (شيء من الفكر) عن نادي جدة الأدبي في 1992م.
- (إمبراطور النغم).عن الهيئة العامة للكتاب بالقاهرة في نفس العام 1992م.
- (جدة الإنسان والمكان).[5]
- كان الليل صديقي).[6]
- (شموس لا تغيب نجوم لا تنطفئ).[7]
- (أمسيات الثلوثية: المثقفون وحكاياتهم). 2021.[8]

## عضويات ومشاركات
- عضو بمؤسسة البلاد للصحافة والنشر.
- عضو بنادي جدة الدولي الثقافي وجمعية الثقافة والفنون بجدة.
- عضو مجلس إدارة شركة تهامة للإعلان والأبحاث والتسويق والنشر.
- عضو منتدى التنمية الخليجي 1994م.
- شارك في مؤتمر المثقفين الذي عقد في القاهرة عام 1992م، كما شارك في احتفالات دار الهلال المصرية بمناسبة مرور مائة عام على صدور مجلة الهلال عام 1993م، كما شارك في الندوة التي دعت اليها مؤسسة الأهرام للبحث في المشروع الحضاري العربي عام 1994م.

## وصلات خارجية
- لقاء وينك مع الدكتور عبد الله مناع